# Silvio Gutiérrez
Silvio Patricio Gutiérrez Álvarez (Cuenca, 28 febbraio 1993) è un ex calciatore ecuadoriano, di ruolo difensore.

## Carriera
Il 14 febbraio 2022 viene acquistato a titolo definitivo dalla squadra armena del Van Charentsavan.

## Statistiche

### Presenze e reti nei club
Statistiche aggiornate al 24 febbraio 2022.
| Stagione        | Squadra          | Campionato      | Campionato | Campionato | Coppe nazionali | Coppe nazionali | Coppe nazionali | Coppe continentali | Coppe continentali | Coppe continentali | Altre coppe | Altre coppe | Altre coppe | Totale | Totale |
| Stagione        | Squadra          | Comp            | Pres       | Reti       | Comp            | Pres            | Reti            | Comp               | Pres               | Reti               | Comp        | Pres        | Reti        | Pres   | Reti   |
| --------------- | ---------------- | --------------- | ---------- | ---------- | --------------- | --------------- | --------------- | ------------------ | ------------------ | ------------------ | ----------- | ----------- | ----------- | ------ | ------ |
| 2012            | Deportivo Cuenca | A               | 4          | 0          |                 | -               | -               |                    | -                  | -                  |             | -           | -           | 4      | 0      |
| 2013            | Deportivo Cuenca | A               | 21         | 0          |                 | -               | -               |                    | -                  | -                  |             | -           | -           | 21     | 0      |
| 2014            | Deportivo Cuenca | A               | 27         | 2          |                 | -               | -               |                    | -                  | -                  |             | -           | -           | 27     | 2      |
| 2015            | Deportivo Cuenca | A               | 20         | 1          |                 | -               | -               |                    | -                  | -                  |             | -           | -           | 20     | 1      |
| 2016            | Deportivo Cuenca | A               | 25         | 0          |                 | -               | -               |                    | -                  | -                  |             | -           | -           | 25     | 0      |
| 2017            | Deportivo Cuenca | A               | 12         | 0          |                 | -               | -               | CS                 | 2                  | 0                  |             | -           | -           | 14     | 0      |
| 2018            | Delfín           | A               | 9          | 0          |                 | -               | -               | CL                 | 2                  | 0                  |             | -           | -           | 11     | 0      |
| 2019            | Delfín           | A               | 4          | 0          |                 | -               | -               | CL                 | 0                  | 0                  |             | -           | -           | 4      | 0      |
| 2020            | América de Quito | B               | 1+         | 1+         |                 | -               | -               |                    | -                  | -                  |             | -           | -           | 1+     | 1+     |
| gen.-giu. 2022  | Van Charentsavan | BC              | 1          | 0          | CA              | 0               | 0               |                    | -                  | -                  |             | -           | -           | 1      | 0      |
| Totale carriera | Totale carriera  | Totale carriera | 124+       | 4+         |                 | 0               | 0               |                    | 4                  | 0                  |             | -           | -           | 128+   | 4+     |

## Palmarès

### Club

#### Competizioni nazionali
- Campionato ecuadoriano: 1

Delfín: 2019